# Amy Morton
Amy Morton (Oak Park, Illinois, Estados Unidos, 1 de enero de 1958) es una actriz estadounidense conocida por su trayectoria en el teatro. Morton fue nominada dos veces para un Premio Tony a la Mejor Actriz por sus actuaciones en August: Osage County y en Who's Afraid of Virginia Woolf?. En cine y televisión, ella es conocida por sus interpretaciones en películas como El novato del año (1993), Up In The Air (2009), The Dilemma (2011) y Bluebird (2013). Desde 2014, Morton interpreta a la sargento Trudy Platt en la serie dramática de la NBC, Chicago P.D. y también ha hecho apariciones con el mismo personaje en la serie madre Chicago Fire.

## Vida
Morton nació en Oak Park, Illinois y asistió al Triton College y a Clarke University, pero no se graduó. 

## Carrera
Trabajo en teatro:
Es miembro del Steppenwolf Theater's core group of actors desde 1997, Morton ha pasado la mayor parte de su carrera trabajando en el teatro de Chicago. Ella ha aparecido en muchas producciones teatrales, entre ellas se pueden contar Clybourne Park, American Buffalo, Dublin Carol, The Pillowman, Love-lies-bleeding y Awake and Sing.
Morton hizo su debut en Broadway protagonizando junto a Gary Sinise una nueva versión de la obra One Flew Over the Cuckoo's Nest ganando el Premio Tony a la mejor obra reversionada. Su papel en la obra era el de la enfermera Ratched. Amy Morton originó el papel de Barbara, tanto en la producción original de Chicago como en la producción original de Broadway de Tracy Letts, Agosto: Osage County. Por su interpretación fue nominada tanto para un Premio Tony y un Drama Desk Award. Morton repitió el papel en la producción londinense de otoño de 2008 en el National Theatre. Luego ella recibió su segunda nominación al Premio Tony como Mejor Actriz por su trabajo protagónico en Who's Afraid of Virginia Woolf? (2012-2013).
Trabajo en cine y televisión:
Morton ha trabajado en una serie de películas. Hizo su debut en el cine, en un papel secundario, en la comedia Straight Talk (1992) protagonizada por Dolly Parton. En 1993 logra un papel importante como la madre del personaje principal en El Novato del Año . La película tuvo un éxito de taquilla considerable, recaudando más de $ 56 millones en todo el mundo. Su siguiente papel cinematográfico fue en el thriller protagonizado por Nicolas Cage 8mm (1999) el film fue dirigido por Joel Schumacher. Diez años más tarde, Morton consiguió su primer papel importante como hermana del personaje de George Clooney del drama aclamado por la crítica Up in the Air, dirigida por Jason Reitman. En 2011 apareció en la película de comedia dramática The Dilemma, y en el año 2013 tuvo el papel principal en la película independiente aclamada por la crítica, Bluebird.
En televisión, Morton es estrella invitada en Crime Story, The Equalizer, ER, Private Practice y Homeland. Desde 2011 hasta 2012 tuvo el papel recurrente de Catherine Walsh, la candidata republicana a gobernadora, en el drama político del canal Starz, Boss. De 2013 a 2014 tuvo otro papel recurrente como la nueva jefe de Erin Reagan, Amanda Harris, en el drama de la CBS, Blue Bloods. En 2014, Morton fue convocada para el papel de la sargento Trudy Platt en los dramas de NBC Chicago Fire y Chicago P.D. Chicago P.D. Morton fue ascendida de personaje recurrente en la primera temporada y a personaje principal a partir de la segunda temporada de Chicago P.D.

## Filmografía

### Cine
| Año  | Título             | Papel             | Notas |
| ---- | ------------------ | ----------------- | --- |
| 1983 | Through Naked Eyes | Karen             | Película para Televisión |
| 1992 | Straight Talk      | Ann               | |
| 1993 | Kiss of a Killer   | Reba              | Película para Televisión |
| 1993 | Un día de furia    | Mom at Back Yard  | |
| 1993 | El novato del año  | Mary Rowengartner | |
| 1999 | 8mm                | Janet Mathews     | |
| 2009 | The Greatest       | Lydia             | |
| 2009 | Up In The Air      | Kara Bingham      | Central Ohio Film Critics Association Award for Best Ensemble Nominada – Critics' Choice Movie Award for Best Acting Ensemble Nominada – Denver Film Critics Society Award for Best Acting Ensemble Nominada – Washington DC Area Film Critics Association Award for Best Ensemble |
| 2011 | The Dilemma        | Diane Popovich    | |
| 2013 | Bluebird           | Lesley            | Karlovy Vary International Film Festival Award for Best Actress |

### Televisión
| Año           | Título           | Papel                    | Nota                                                                         |
| ------------- | ---------------- | ------------------------ | ---------------------------------------------------------------------------- |
| 1986–1987     | Crime Story      | Brenda Mahoney           | 3 Episodios.                                                                 |
| 1988–1989     | The Equalizer    | Linda Wilhite / Gina Rox | Episodios: "Eighteen with a Bullet" and "Endgame"                            |
| 2009          | ER               | Señora Walters           | Episodio: "Shifting Equilibrium"                                             |
| 2011          | Private Practice | Leni                     | Episodio: "Who We Are"                                                       |
| 2011–2012     | Boss             | Catherine Walsh          | Personaje recurrente, 9 Episodios.                                           |
| 2013          | Homeland         | Erin Kimball             | Episodio: "Tin Man Is Down"                                                  |
| 2013–2014     | Blue Bloods      | Amanda Harris            | Personaje recurrente, 5 Episodios.                                           |
| 2014          | Girls            | Sissy                    | Episodio: "Flo"                                                              |
| 2014–presente | Chicago Fire     | Sargento Trudy Platt     | Personaje recurrente.                                                        |
| 2014–presente | Chicago P.D.     | Sargento Trudy Platt     | Personaje recurrente (Temporada 1), Personaje regular (Temporada 2-presente) |